# Rhadinopsylla stenofrontia
Rhadinopsylla stenofrontia är en loppart som beskrevs av Xie Baoqi 1985. Rhadinopsylla stenofrontia ingår i släktet Rhadinopsylla och familjen mullvadsloppor. Inga underarter finns listade i Catalogue of Life.